# ISO/IEC JTC 1/SC 17
ISO/IEC JTC 1/SC 17,  Karty a bezpečnostní prostředky pro osobní identifikaci je normalizační subkomise Společné technická komise ISO/IEC JTC 1, ISO (Mezinárodní organizace pro normalizaci) a IEC (Mezinárodní elektrotechnická komise). Cílem této komise je vypracovávat, udržovat a propagovat normy v oblasti karet a bezpečnostních prostředků pro osobní identifikaci.

## Struktura SC 17
SC 17 zahrnuje mj. následující pracovní skupiny:
- AG 3 – Peněženka digitální identity
- WG 1 – Fyzikální charakteristiky a metody testování ID karet
- WG 3 – Identifikace cestujících
- WG 4 – Generická rozhraní a protokoly pro bezpečnostní prostředky
- WG 8 – Bezkontaktní karty s integrovanými obvody
- WG 10 – Řidičský průkaz pro motorová vozidla a související dokumenty
- WG 11 – Aplikace biometriky v kartách pro identifikaci osob
- WG 12 – Licence na bezpilotní letecké systémy (UAS) a bezpečnostní modul pro drony/UAS

## Čipové karty
Čipová karta (Smart karta) je obvykle plastová a má často rozměr ID-1. Do karty je zabudován integrovaný obvod  s pamětí resp. s mikroprocesorem. Karta ICC může být s kontakty nebo bez kontaktů. Smart karta se používá např. pro:
- identifikaci osob;
- autentizaci;
- ukládání dat a
- zpracování dat aplikace.

SIM karta je zmenšená smart karta používaná v mobilních telefonech, která používá identické technologie. Velikost SIM karet se postupně zmenšuje, od ID-1 až do ID-000.
Bezpečnostní token může mít též formu smart karty s USB rozhraním a je často používán např. pro autentizaci a šifrování dat.

## Biometrika na kartě
Biometrický systém na kartě zahrnuje např. kompletní biometrický ověřovací systém, tj. biometrickou akvizici, zpracování obrazu/signálu, paměť, porovnávání a rozhodování (zda otisk prstu je shodný se vzorem uloženým na kartě)

## Peněženka digitální identity
Peněženka digitální identity (Digital Identity Wallet) - aplikace, která umožňuje bezpečné ukládání, management a sdílení osobních identifikačních dat, pověřovací dokumenty atp.,které se vztahují k majiteli této virtuální peněženky.
Digitální a informační agentura připravuje takovou digitální peněženku na rok 2026.

## Příklady výrobků respektujících normy vydané SC 17

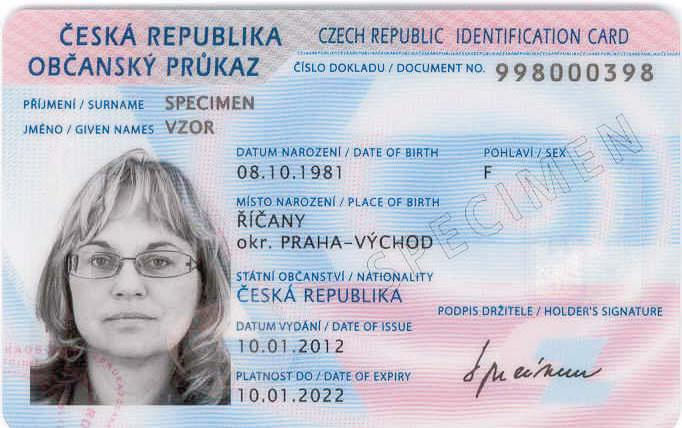
Evropská/česká identifikační karta (občanský průkaz)
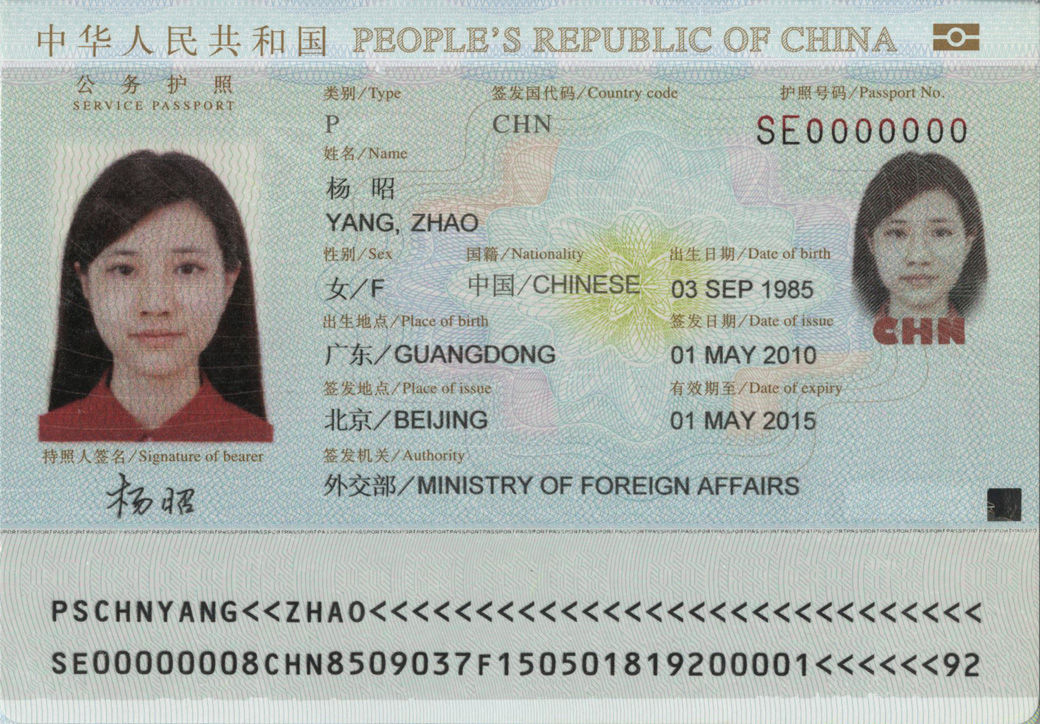
Čínský cestovní e-pas
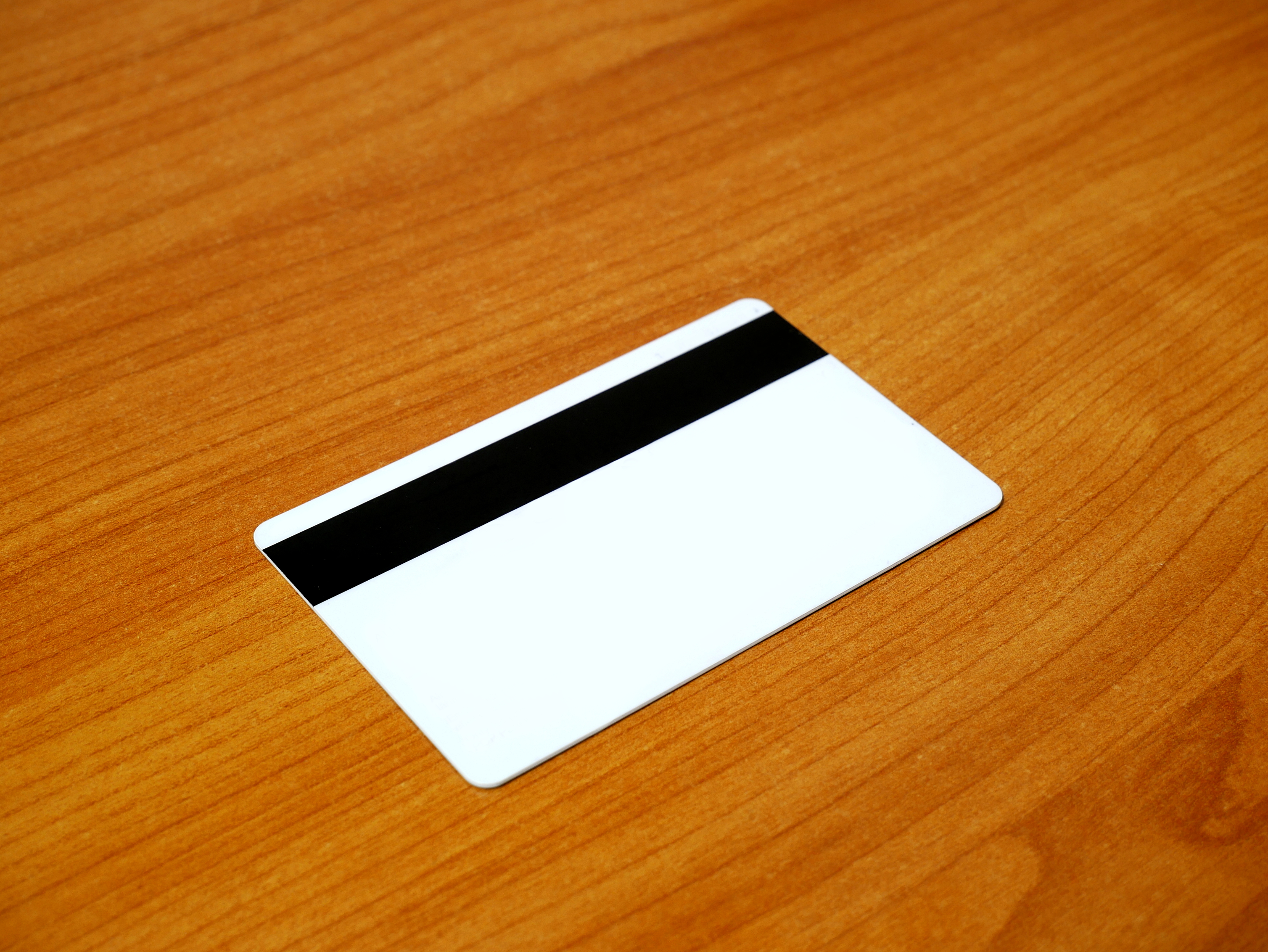
Nevyplněná zadní strana platební karty s magnetickým proužkem
Evropský zdravotní průkaz
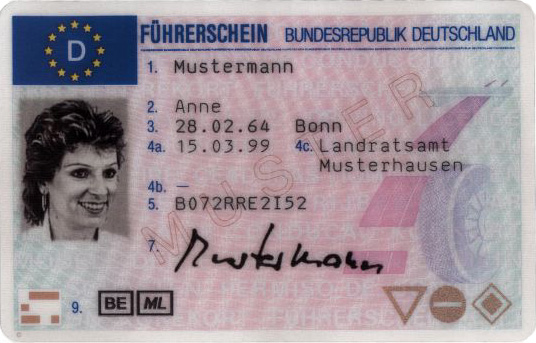
Evropský řidičský průkaz
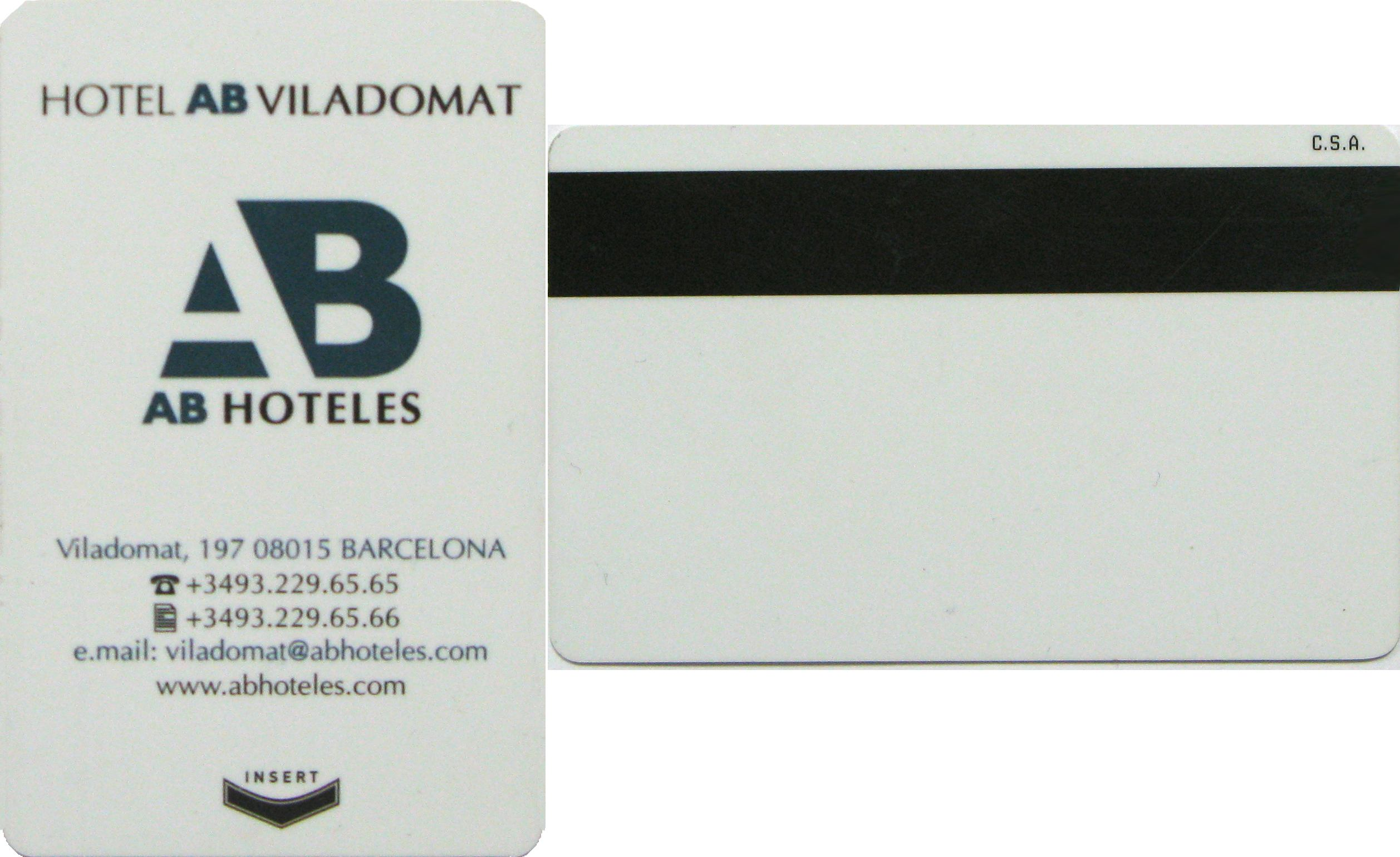
Hotelový klíč jako karta s magnetickým proužkem